# Тръстиково орехче
Тръстиково орехче (Cistothorus palustris) е вид птица от семейство Troglodytidae. Видът е незастрашен от изчезване.

## Разпространение
Разпространен е в Канада, Мексико и САЩ.

## Галерия
- Калифорния, САЩ
- Британска Колумбия, Канада
- Илюстрация на гнездо
- Препарирани яйца